# شهرستان بولک
شهرستان بولک (به انگلیسی: Bulloch County) یک شهرستان‌های جورجیا در ایالات متحده آمریکا است که در جورجیا واقع شده‌است. شهرستان بولک ۱٬۷۸۴٫۵۱ کیلومتر مربع مساحت دارد.